# Немецкая колода

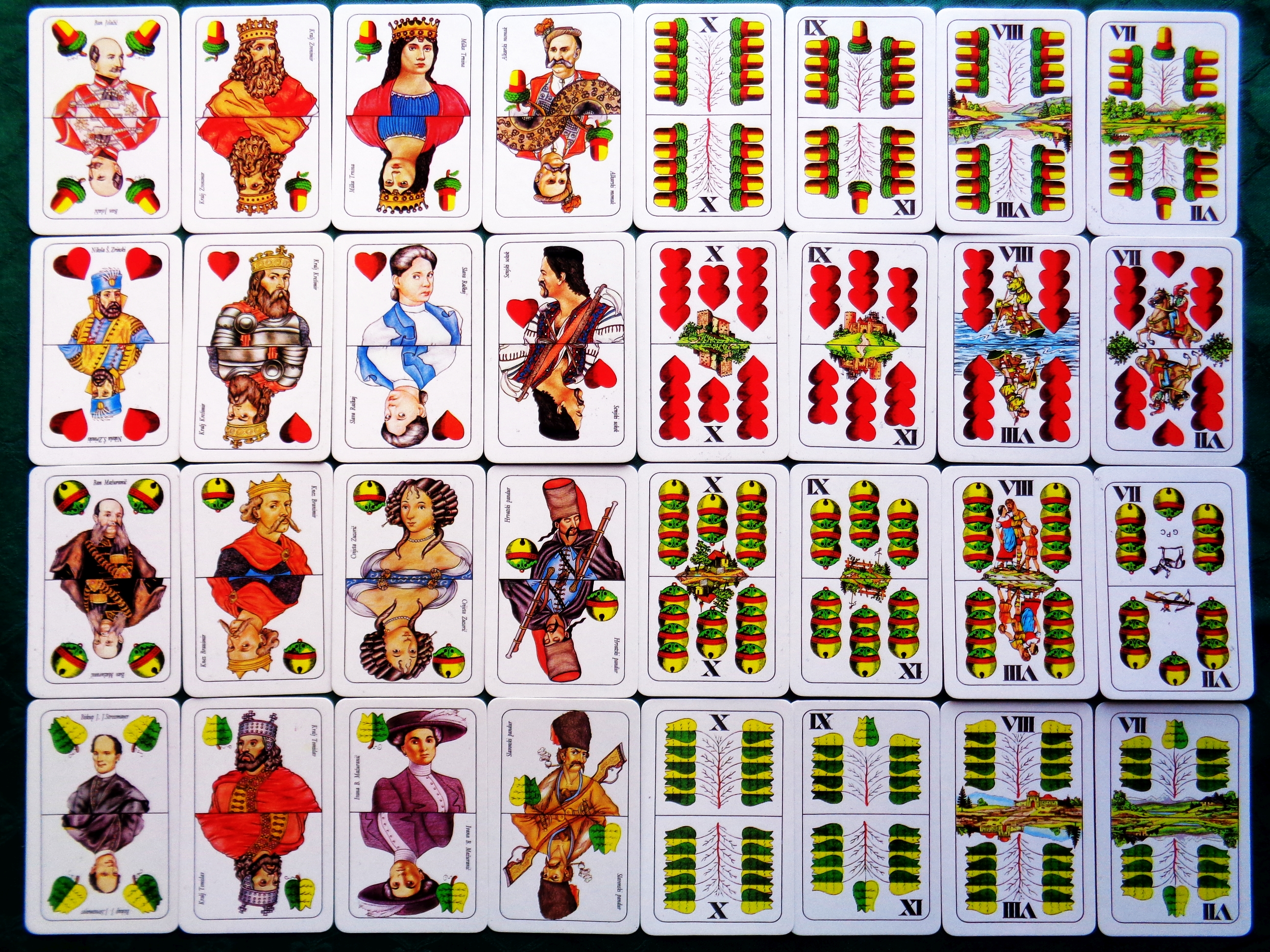
Немецкая колода (хорватский тип)

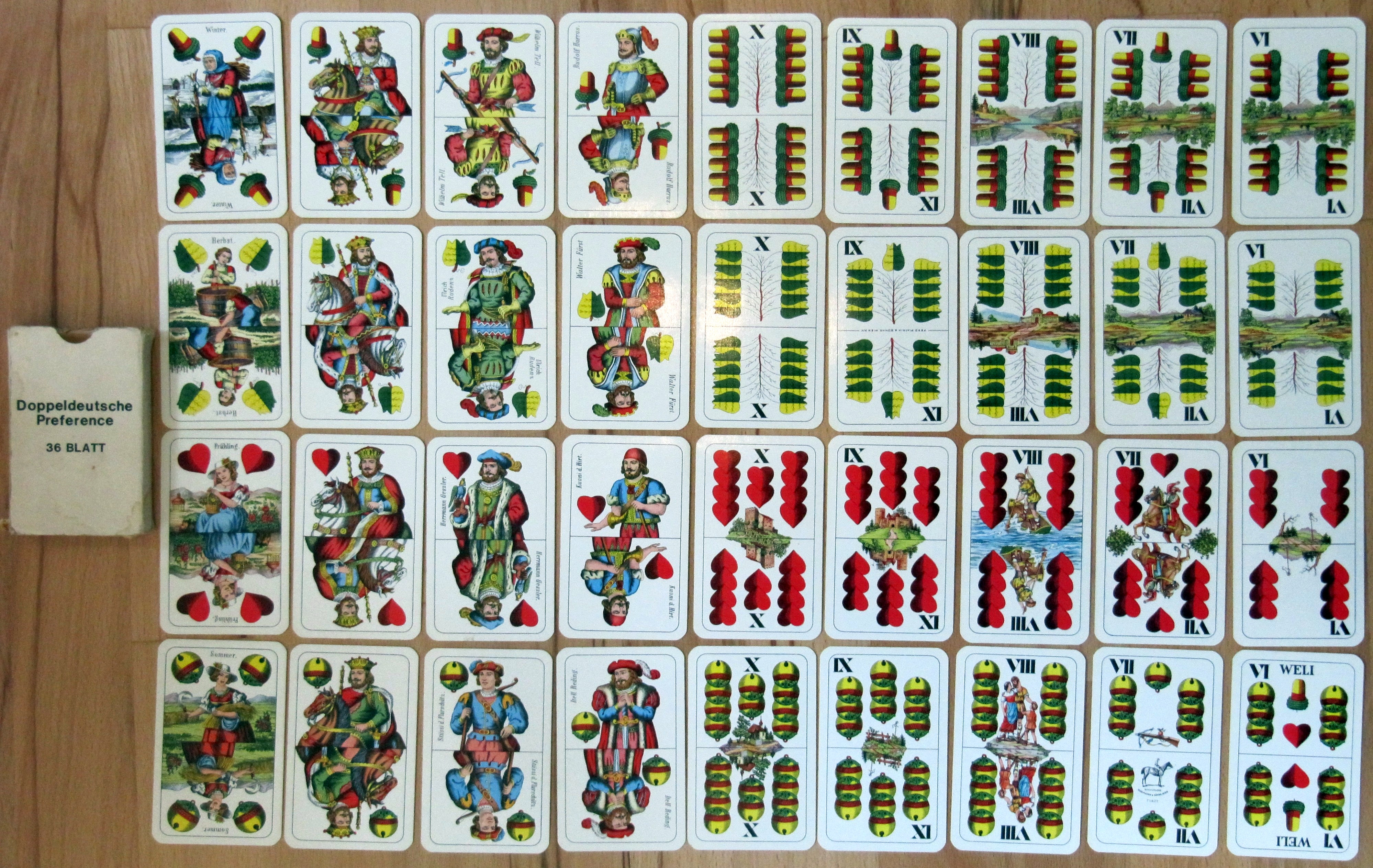
Немецкая колода (тип, популярный в Венгрии)

Немецкая колода — вариант 32-х или 36-карточной колоды, используемый для традиционных немецких карточных игр (например, скат).
Немецкая колода развилась в XV веке в южной Германии из итало-испанской колоды.
Кроме южных и восточных регионов Германии эта колода также используется в Австрии, Венгрии, Словакии, Словении, Хорватии, Чехии и в Закарпатье.

## Масти
Её отличительным признаком является использование нестандартных символов мастей:
|  | Жёлуди (трефы) |  | Листья (пики)   |
|  | Сердца (червы) |  | Бубенцы (бубны) |

## Достоинства
В настоящее время в колоду входят следующие карты каждой из 4 мастей: туз (четыре символа масти вокруг фигуры), король, дама или обер (символ масти у головы) и унтер (символ масти у ног), а также цифровые карты 10, 9, 8 и 7 (в некоторых играх также 6).
Изначально в немецкой колоде было по четыре фигурные карты каждой масти (король, королева, обер и унтер). В начале XVI века королева вышла из употребления. 
Обер соответствует рыцарю в испано-итальянской колоде или в колоде для французского таро, а унтер — валету. Отличительным признаком обера является расположение символа масти у головы, а унтера — у ног. Под влиянием французских карт вместо обера на картах всё чаще фигурирует дама.
В вюртембергской колоде обер изображён верхом на коне. В других колодах на коне может быть король. На картах туза изображается или человек, или символ времени года.
Десятки часто изображались со знаменем и были известны как Знамя или Паньер; они сохранились в колодах со швейцарскими мастями, а в Германии к середине XVI века были полностью заменены изображением десяти знаков масти, хотя и продолжали называться Знаменем до 1873 года. Тузы были потеряны ещё раньше, и стандартной стала немецкая колода с 48 картами; нишу, оставленную тузами, заняла двойка. В течение XVIII века колода с 48 картами была сокращена до 36 карт (были изъяты цифровые карты с малым достоинством), хотя есть свидетельства того, что до первой половины XIX века местами продавались колоды с 48 картами, так называемые «карнифельные» колоды, названные так по игре «Karniffel».

## История

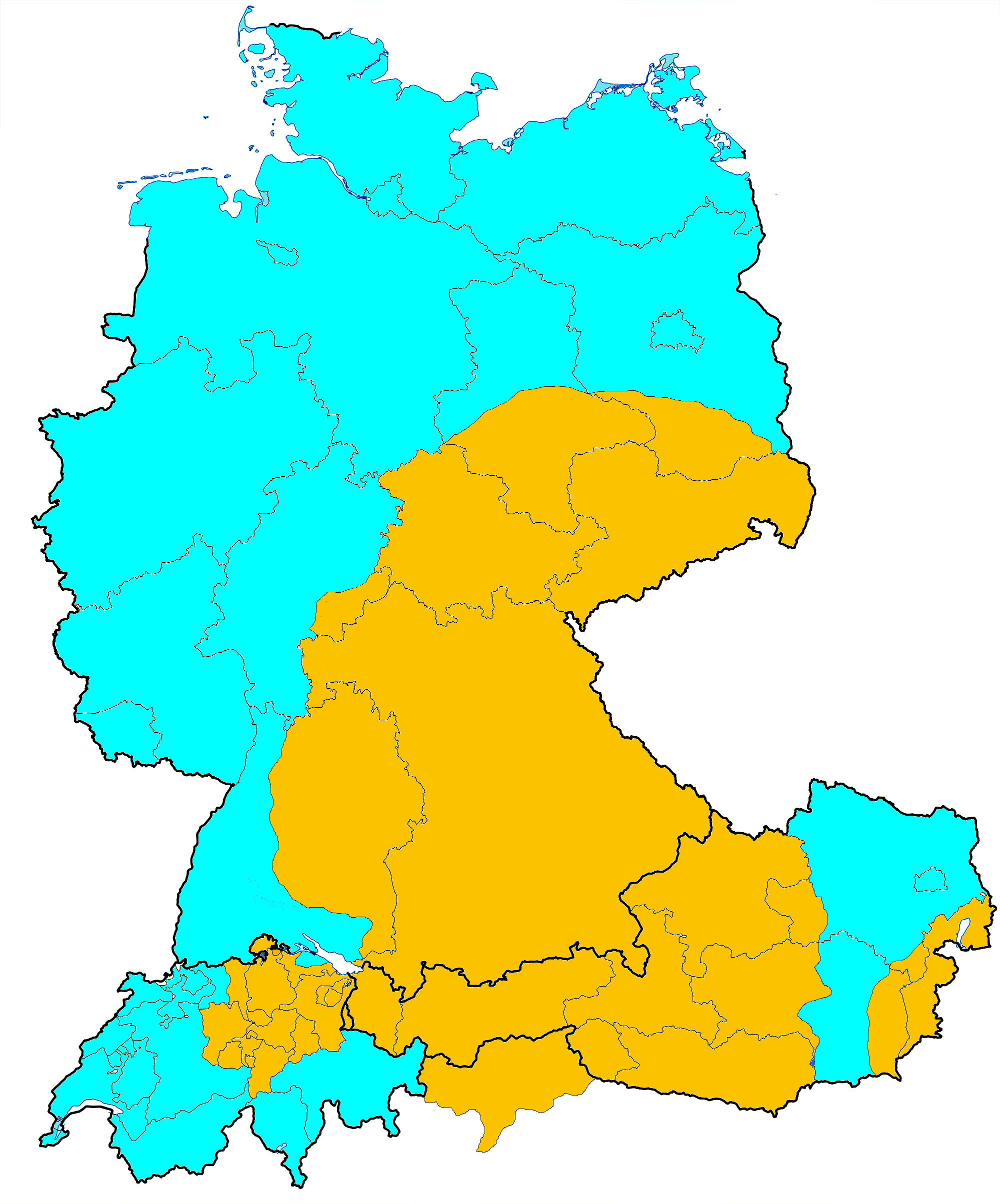
Распространение немецкой и немецко-швейцарской (оранжевый) против французской (голубой) колоды

Игральные карты (нем. Spielkarten) проникли в немецкоязычные земли примерно в конце 1370-х годов. Самые ранние карты были, вероятно, с латинскими мастями, как в Италии и Испании. Традиционные масти немецкой колоды сформировались к середине XV века.
Французские масти, хорошо известные во всём мире и особенно в англоязычных странах, развились из немецких мастей примерно к 1480 году.
Карты в немецком стиле распространились по всей Центральной Европе на территории, которая когда-то находилась под немецким или австрийским контролем (Венгрия, Словения, Словакия, Чехия, Хорватия, Трансильвания, Банат, Воеводина, Южный Тироль, Закарпатье и часть Польши). Они также производились и использовались вплоть до начала XX века на востоке Европы, вплоть до России. Немецкие колоды не очень популярны во всех этих странах, в том числе и в некоторых частях самой Германии, так как с конца XVII века они испытывают сильную конкуренцию со стороны французских игральных карт.
До Тридцатилетней войны (1618—1648 гг.) карты с немецкими мастями использовались во всех немецкоязычных регионах Европы. Однако во время войны карты с французскими мастями сопровождали продвижение солдат и, в конце концов, вытесняли немецкую колоду. К северу от реки Майн держался только прусско-силезский шаблон, распространенный в Пруссии. В XVII веке Силезия, после аннексии Пруссией, начала использовать прусский шаблон вместо доминировавшего до сих пор австрийского.
До начала 19 в. существовала польская колода карт (pl:Karty polskie), почти идентичная немецкой, но сохранившая архаичную карту «знамя» вместо десятки (карта до сих пор используется в швейцарской колоде).
Традиционные карточные игры, в которых используются немецкие масти, включают «бинокль», «доппелькопф», «гайгель», «шафкопф», «скат», «тарок» и «ваттен».
Под давлением игроков в скат из западных регионов Германии и из-за рубежа была создана «компромиссная» (смешанная) колода. Для международных турниров вместо классической немецкой колоды может использоваться вариант с французскими символами мастей, раскрашенными в «немецкие» цвета:
На карте туза (Daus) в немецкой колоде часто изображается свинья. Карта Weli (бубновая шестёрка, имеющая в немецкой колоде особый дизайн) играет роль джокера в некоторых играх.

## Отличия от швейцарских карт
Близкородственные швейцарские игральные карты используются в немецкоязычной Швейцарии.
Швейцарские карты сохранили многие характеристики исторической немецкой колоды, ныне утраченные. Современная немецкая колода в разных региональных вариантах эволюционировала — с одной стороны, она испытала влияние более популярной международной французской колоды, а с другой, утратила ряд карт, не используемых в немецких карточных играх, что привело к сужению сферы её распространения (в немецкие карточные игры возможно играть французской колодой, тогда как в ряд международных игр немецкой колодой сыграть невозможно).
Основные отличия:
- В швейцарских картах аналогом туза является младшая цифровая карта (двойка), в немецких — это фигурная карта, обычно изображающая человека или время года
- В швейцарских картах после короля идут Обер (аналог рыцаря) и Унтер (аналог валета), в некоторых немецких колодах вместо Обера фигурирует Дама
- В немецких колодах отсутствуют цифровые карты достоинством 5 и ниже (исторически использовались, но вышли из употребления), а карта 6 используется не во всех играх
- В швейцарской колоде вместо 10 используется Знамя с тем же числовым значением.

Сходными (но не идентичными) для немецких и швейцарских карт являются символы мастей, а также характеристики оформления карт.